# غويلرمو هيريرا مندوزا
غويلرمو هيريرا مندوزا (بالإسبانية: Guillermo Herrera Mendoza)‏ هو سياسي مكسيكي، ولد في 1960 في ولاية فيراكروز في المكسيك. انتخب عضو مجلس الشيوخ من المكسيك.